# James Thomson (biologo)
James Alexander Thomson (20 dicembre 1958) è un biologo statunitense, noto per essere stato il primo a creare delle cellule staminali embrionali in laboratorio nel 1998 e aver derivato cellule staminali pluripotenti indotte umane (IPS) nel 2007.

## Biografia
Thomson si è laureato in biofisica all'Università dell'Illinois nel 1981. È entrato nel programma scientifico di medicina veterinaria all'University of Pennsylvania, ricevendo il dottorato in medicina veterinaria nel 1985 e il dottorato in biologia molecolare nel 1988. La sua tesi di dottorato era basata sulla comprensione dell'imprinting genetico sui primi sviluppi dei mammiferi sotto la guida di Davor Solter al Wistar Institute. Thomson trascorse poi due anni (1989-91), come assegnista di ricerca post-dottorato nel Primate In Vitro Fertilization and Experimental Embryology Laboratory presso l'Oregon National Primate Research Center, che completò con un periodo di residenza presso la patologia veterinaria dell'Università del Wisconsin-Madison (1991-1994).

### Studi
Le cellule staminali embrionali umane possono dividersi senza limiti, mantenendo la possibilità di creare tutte le cellule del corpo. Questa notevole potenzialità le rende utili per la ricerca di base sulla funzione del corpo umano, per la scoperta di farmaci e test, e come fonte di cellule e tessuti per la medicina dei trapianti. Nel 1998, il laboratorio di Thomson è stato il primo a segnalare l'isolamento con successo di cellule staminali embrionali umane. Il 6 novembre del 1998, Science pubblicò questa ricerca in un articolo intitolato "Embryonic Stem Cell Lines Derived from Human Blastocysts", risultati, che Science in seguito descrisse nel suo articolo “Scientific Breakthrough of the Year” 1999.
Nonostante il loro grande potenziale medico, tuttavia, le cellule staminali embrionali umane generarono enormi polemiche perché la loro derivazione ha comportato la distruzione di un embrione umano. Nel 2007, il gruppo di Thomson (in contemporanea con il Dr. Shinya Yamanaka) ha riportato un metodo per convertire cellule della pelle umana in cellule che ricordano molto da vicino le cellule staminali embrionali umane. Pubblicati in Science alla fine del 2007 in un articolo intitolato "Induced Pluripotent Stem Cell Lines Derived from Human Somatic Cells", i risultati attirarono l'attenzione internazionale in quanto potevano potenzialmente porre fine alla controversia etica che circondava la ricerca sulle cellule staminali embrionali umane. Science, successivamente, dichiarò le cellule staminali pluripotenti indotte “Scientific Breakthrough of the Year” nel 2008.

### Incarico attuale
Thomson ricopre il ruolo di direttore di Biologia Rigenerativa al Morgridge Institute for Research a Madison, Wisconsin, è professore presso il Dipartimento di Biologia Cellulare e rigenerativa presso l'Università del Wisconsin Facoltà di Medicina e Sanità Pubblica e professore del dipartimento di sviluppo della biologia molecolare, e cellulare presso l'University of California, Santa Barbara. Egli è inoltre il fondatore del Cellular Dynamics International, un'azienda di Madison che produce derivati umani di cellule staminali pluripotenti per il controllo e ricerca di tossicità. A metà degli anni 1990 è stato associato da Michael D. West, PhD, fondatore di Geron come consulente, anche se non ricopre più questa posizione.

### Riconoscimenti
Thomson è membro della National Academy of Sciences ed ha ricevuto numerosi premi e riconoscimenti. Apparve sulla copertina della rivista TIME magazine come "America's Best in Science & Medicine", nel 2001, per il suo lavoro sulle cellule staminali umane, e nuovamente nel 2008 quando la rivista lo nominò uno dei 100 più influenti uomini del mondo per la sua scoperta sulla derivazione di cellule staminali pluripotenti indotte umane. Nei 2011, Thomson assieme al Dr. Shinya Yamanaka, ricevette il premio King Faisal International Prize e l'Albany Medical Center Prize. Nel 2013, ricevette un dottorato onorario dall'University of Illinois at Urbana-Champaign.